# クレアモント・マッケナ大学
クレアモント・マッケナ大学 （Claremont McKenna College）は、アメリカ合衆国カリフォルニア州クレアモントにあるリベラルアーツ・カレッジである。ダウンタウン・ロサンゼルスの東56キロメートルに位置する美しいキャンパスである。クレアモント・カレッジズ・コンソーシアム5大学の1つ。

## 特徴
クレアモント・カレッジズ・コンソーシアムの中でも比較的歴史が浅く1946年創立である。
5つのカレッジ（5Cs）はそれぞれ特色が異なるが、クレアモント・マッケナ・カレッジは特に経済・政治分野に強みがある。リベラルアーツの総合的な学びを「実践」に生かすことに大変重きを置いている。
95%の学生がインターンシップ・プログラムに参加する。また50%の生徒が在学中にクレアモント以外の大学や学術機関に一度は在籍する。徹底した少人数教育で、1学年の生徒は350人に満たない。1クラスの生徒数が20人以下の授業が8割以上を占め、生徒と教師の割合は1：9である。また生徒の97%（1年生は100%）がキャンパス内の寮に住んでいる。

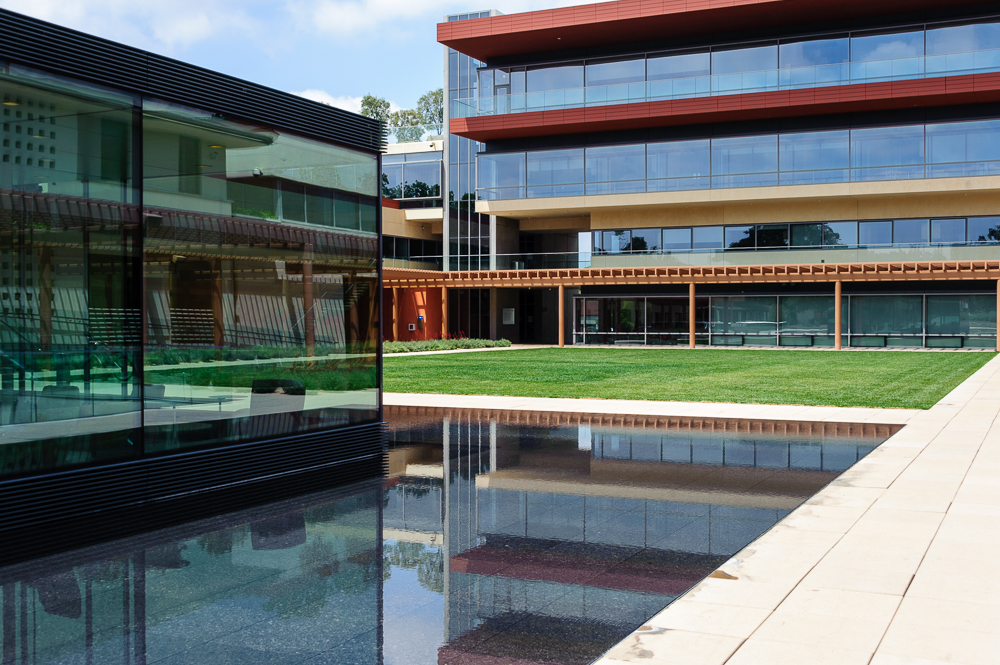
Kravis Center

## Marian Miner Cook Athenaeum
クレアモント・マッケナ・カレッジの名物の１つにMarian Miner Cook Athenaeum（通称：Ath）がある。
世界の著名なリーダー、芸術家、思想家、起業家たちがゲストスピーカーとして招かれ、講演後に生徒と食事を共にするサロンのような社交場で、週に４日開催される。クレアモント・カレッジズの生徒ならばクレアモント・マッケナ大学以外の生徒も参加が出来る。毎年選ばれる2人の学生Fellowsがホストとなり、人選や司会進行などの運営を司る。ビル・クリントン（元アメリカ合衆国大統領）、アントニン・スカリア（最高裁判事）、トニー・クシュナー（劇作家／脚本家）、ボノ（元U2／アーティスト）、ジョナサン・ロゼンバーグ（元Google幹部、卒業生）、デスモンド・ツツ（南アフリカの平和運動家・ノーベル平和賞）、コンドリーザ・ライス（前元国家安全保障問題担当大統領補佐官）なども過去にゲストとして訪れている。

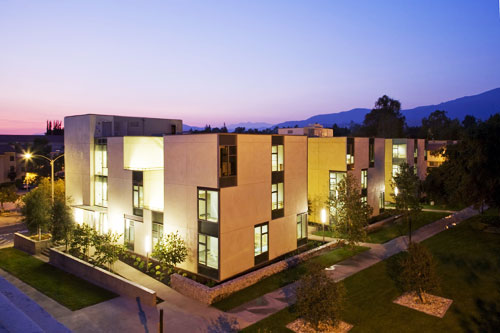
Claremont Hall

## ランキング
2016年にクレアモント・マッケナ大学を受験した6342人のうち599人（9.4%)が入学を許可された。
うち82%が出身高校において成績が上位10%以内の生徒であった。

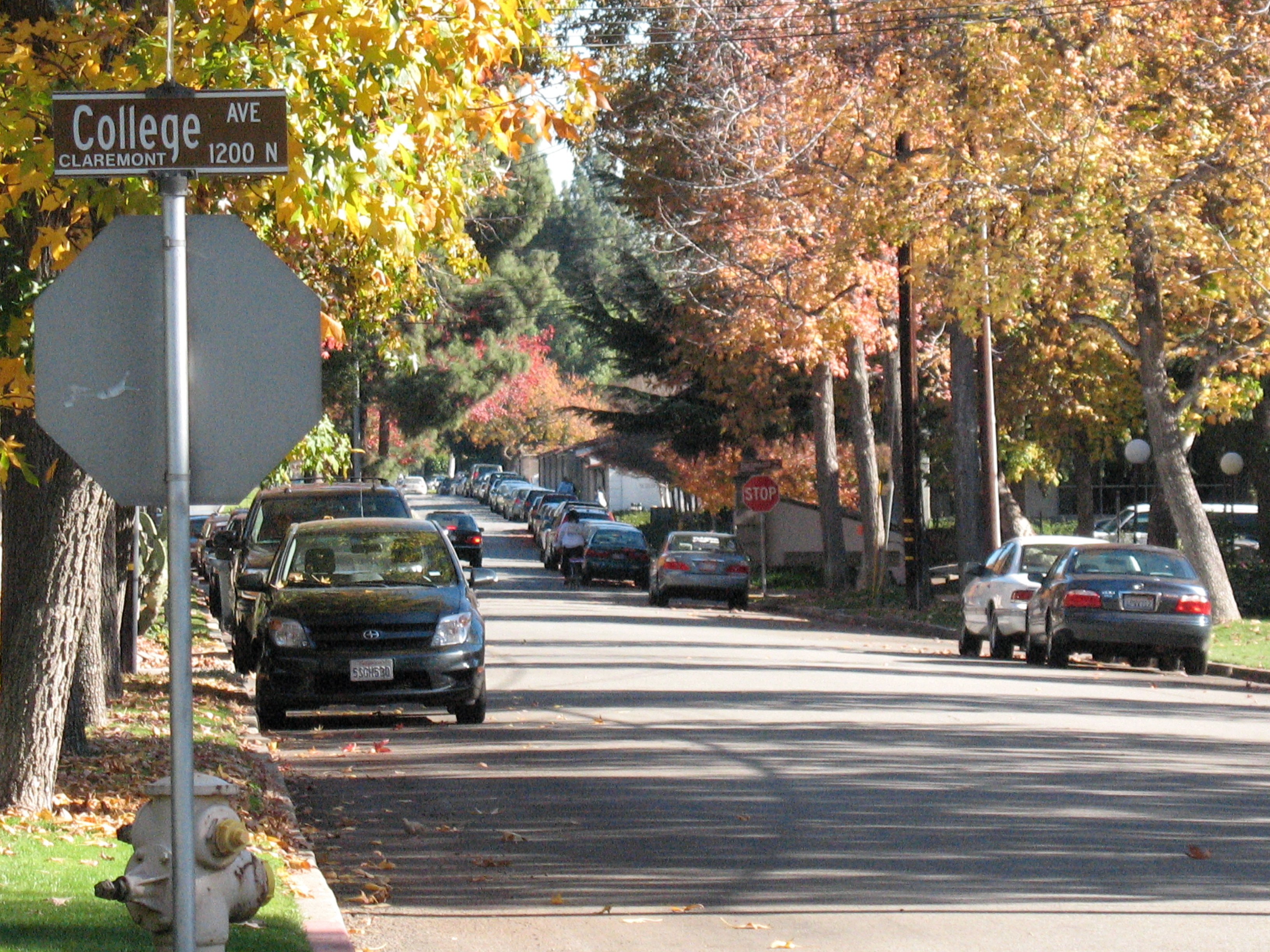
Claremont Campus College Ave.

- Claremont Campus College Ave. Forbes Top25 リベラルアーツ・カレッジin the U.S. (2017年)：2位[4]
- Times Higher Education ベストリベラルアーツ・カレッジin the U.S.(2017年)：8位[5]
- U.S. News ベスト米国リベラルアーツ・カレッジ（2017年）：6位[6]